# Conteville (Oise)
Conteville é uma comuna francesa na região administrativa de Altos da França, no departamento de Oise. Estende-se por uma área de 3,62 km². Em 2010 a comuna tinha 73 habitantes (densidade: 20,2 hab./km²).